# ANGELO (不動産会社)
株式会社ANGELO（アンジェロ）は、かつて兵庫県姫路市に本社を置いていた不動産会社。

## 概要
小学生の時に親が経営していた会社が経営破綻し、中学卒業と同時に新聞販売店へ就職した大川護郎が、新聞販売店に勤務する傍らで始めた不動産賃貸業を2013年4月に法人化。以降は大川個人や関連企業とともに姫路市を中心に、神戸市・大阪市などのファミリー向けマンションや商業ビル、月極駐車場などを積極的に取得し、それらを保有して賃貸を行っていた。
大川は、「家賃ゼロ賃貸」構想を打ち出すと同時に、大川自身の著書出版やメディア出演、ANGELOがJリーグクラブのスポンサーになるなどして知名度を高めていき、「姫路の不動産王」や「姫路のトランプ」の異名を持つようになった。
その一方で、借入額が2019年1月時点で473億円に上っていた他、2019年2月期の売上は13億7200万円の売り上げを記録したものの、過剰な広告宣伝費や100億円を超える借り入れに伴う利息負担などが重なったため、約5億9200万円の最終赤字を計上したと同時に債務超過に転落した。
ANGELOは、2019年9月に金融機関に対してリスケジュールを要請。同時に経営再建のため、新たな不動産管理会社に賃料回収業務を委託したが、その不動産管理会社とも回収をめぐるトラブルが発生。ANGELOは、弁護士を立てて再度のリスケジュールを要請したが、2020年9月10日に金融機関から銀行取引停止処分を受けた。2019年12月時点におけるグループ全体の借入額は、20の金融機関から合計508億円に達していた。
その後も所有していた不動産が相次いで一部金融機関によって差し押さえを受け、不動産競売が申し立てられるなど状況が悪化。ANGELOは、2020年中に関連会社である株式会社CALMOと株式会社Ysngと共に債権者から破産を申し立てられ、2021年1月7日に大阪地方裁判所から破産法に基づく保全管理命令を受け。3社は同年1月19日に大阪地方裁判所から破産手続開始決定を受けた。負債総額は3社合計で246億5000万円。
本社が入居し、かつANGELOが所有していた姫路市南畝町1-41のマンションは、神戸地方裁判所姫路支部にて不動産競売が行われ、6人が入札に参加し、2021年8月11日に行われた開札の結果、2億5250万円で落札された。
グループ会社であった有限会社FELICEも、ANGELOの破産手続開始と同時に所有していた不動産が、不動産競売が申し立てられるなど業績が悪化。このため、ANGELOの破産管財人は、2021年12月にFELICE株式を大阪府の企業へ売却した。FELICEは不動産の任意売却を行いながら清算手続を進め、2022年7月19日に株主総会の決議により解散していたが、債権者から破産を申し立てられ、2022年9月14日に大阪地方裁判所から破産手続開始決定を受けた。FELICEの破産管財人は、ANGELOと別の破産管財人が選任されている。